# Selim Azzabi
Pour les articles homonymes, voir Azzabi.
Selim Azzabi ou Slim Azzabi (arabe : سليم العزابي), de son nom complet Mohamed Selim Azzabi, né le 9 octobre 1978 à Tunis[réf. nécessaire], est un homme politique franco-tunisien. 
Premier conseiller chargé du secrétariat général de la présidence de la République à la suite de l'élection du président Béji Caïd Essebsi, le 21 décembre 2014, il est ensuite ministre-directeur du cabinet présidentiel du 1er février 2016 au 13 octobre 2018.
Devenu secrétaire général de Tahya Tounes, le 28 avril 2019, il sert comme ministre du Développement, de l'Investissement et de la Coopération internationale de février à septembre 2020. Le 14 décembre 2020, il démissionne de ses fonctions au sein de Tahya Tounes.

## Biographie

### Études
Il obtient son baccalauréat à La Marsa puis poursuit ses études à l'université Toulouse-Capitole[source insuffisante], dont il est diplômé en monnaie, finance et économie internationale, et à l'ESCP Europe où il suit le programme des cadres dirigeants en stratégie et finance.

### Carrière professionnelle
Selim Azzabi commence sa carrière dans le secteur bancaire (Banque internationale arabe de Tunisie et Dresdner Bank en France) puis intègre un cabinet d'actuariat à Paris. Ses différentes missions pour le compte d'institutions internationales comme la Banque mondiale l'amènent dans plusieurs pays d'Afrique.
En 2004, il fonde un cabinet de conseil en finance à Tunis. L'année suivante, il contribue à créer un fonds d'investissement en private equity dans le secteur des assurances dédié à l'Afrique subsaharienne.

### Carrière politique
Après la révolution de 2011, Selim Azzabi est l'un des membres fondateurs du Parti républicain. Pour les élections d'octobre 2011, le Parti républicain s'allie à la coalition électorale du Pôle démocratique moderniste, qui regroupe quatre partis (mouvement Ettajdid, Parti socialiste, Voie du Centre et Parti républicain) et cinq initiatives citoyennes, et dont l'une des figures principales est Ahmed Brahim.
Le 9 avril 2012, lors d'un congrès d'unification à Sousse, des partis centristes (Parti démocrate progressiste, Afek Tounes, Parti républicain, Al Irada, Al Karama, Mouvement Bledi, Parti de la démocratie et de la justice sociale et quelques listes et personnalités indépendantes) fusionnent et donnent naissance à Al Joumhouri. Selim Azzabi est élu membre du bureau exécutif du nouveau parti et assume la fonction de trésorier.
Le 26 juillet 2013, au lendemain de l'assassinat du militant politique et constituant Mohamed Brahmi, et à la suite d'une crise interne au sein d'Al Joumhouri, Selim Azzabi quitte le parti avec des dizaines de cadres dont Saïd Aïdi. Azzabi rejoint alors Nidaa Tounes, le parti créé par Béji Caïd Essebsi en juin 2012, et en intègre le bureau exécutif. En août 2014, il est nommé coordinateur exécutif de la campagne présidentielle de Caïd Essebsi aux côtés de Mohsen Marzouk.
Après l'élection de Caïd Essebsi, le 21 décembre 2014, Selim Azzabi est nommé le 5 janvier 2015 comme premier conseiller chargé du secrétariat général de la présidence de la République. Le 1er février 2016, à la suite de la démission de Ridha Belhaj, Selim Azzabi est nommé ministre-directeur du cabinet présidentiel,. Il démissionne de son poste le 9 octobre 2018 et se voit remplacé par Selma Elloumi.
Le 27 janvier 2019 à Monastir, à l'issue d'une série de réunions régionales organisées par le groupe parlementaire de la Coalition nationale et d'anciens dirigeants de Nidaa Tounes, d'anciens partisans d'Afek Tounes, de Machrouu Tounes et d'indépendants dans seize gouvernorats, Selim Azzabi annonce la création du mouvement Tahya Tounes soutenant Youssef Chahed. Il en est nommé coordonnateur général avant d'en être proclamé secrétaire général le 28 avril 2019.
Le 19 février 2020, il est nommé ministre du Développement, de l'Investissement et de la Coopération internationale dans le gouvernement d'Elyes Fakhfakh, fonction qu'il quitte le 2 septembre de la même année.
Le 14 septembre 2020, il démissionne de ses fonctions au sein de Tahya Tounes.

### Vie privée
Selim Azzabi est le fils de Ridha Azzabi, dirigeant sportif et haut responsable décédé en 1995.
Il est marié et père de deux enfants.